# Anaxipha nigrescens
Anaxipha nigrescens är en insektsart som beskrevs av Lucien Chopard 1934. Anaxipha nigrescens ingår i släktet Anaxipha och familjen syrsor. Inga underarter finns listade i Catalogue of Life.